# Förenta nationernas internationella år
FN har initierat ett antal temaår, det vill säga internationella år med ett eller flera särskilda teman.

## FN:s internationella år[1]

### 2002
- Internationella året för världens berg
- Internationella året för ekoturism
- FN:s år för kulturarv

### 2003
- Internationella året för sötvatten
- Året för Kirgizistan

### 2004
- Internationella året till minne av kampen mot slaveri och dess avskaffande
- Internationella året för ris

### 2005
- Världsåret för Fysik
- Internationella året för mikrokrediter

### 2006
- Internationella året för öknar och ökenutbredning.

### 2008
- Internationella potatisåret

### 2009
- Internationella astronomiåret

### 2010
- Internationella året för biologisk mångfald

### 2011
- Internationella skogsåret
- Internationella kemiåret
- Internationella året för människor från Afrika

### 2012
- Internationella året för kooperativ
- Internationella året för hållbar energi för alla

### 2013
- Internationella året för quinoa
- Internationella året för vattensamarbete

### 2014
- Internationella året för småskaligt jordbruk
- Internationella året för kristallografi
- Internationella året för Small island developing states
- Internationella året för solidaritet med Palestinas folk

### 2015
- Internationella året för jordarter
- Internationella året för ljus och teknologier baserade på ljus

### 2016
- Internationella året för baljväxter

### 2017
- Internationella året för hållbar turism

### 2018
- Inget internationellt år

### 2019
- Internationella året för periodiska systemet
- Internationella året för måttfullhet
- Internationella året för ursprungsfolkens språk

### 2020
- Internationella året för sjuksköterskor och barnmorskor
- Internationella året för växthälsa

### 2021
- Internationella året för utrotning av barnarbete
- Internationella året för frukt och grönsaker
- Internationella året för kreativ ekonomi för hållbar utveckling
- Internationella året för fred och förtroende

### 2022
- Internationella året för glas
- Internationella året för småskaligt fiske och akvakultur

### 2023
- Internationella året för  sädeslaget hirs

### 2024
- Internationella året för kameldjur

## Andra tidsrelaterade FN-teman
- Förenta nationernas internationella dagar
- FN:s internationella veckor
- FN:s internationella årtionden